# Olallieberry

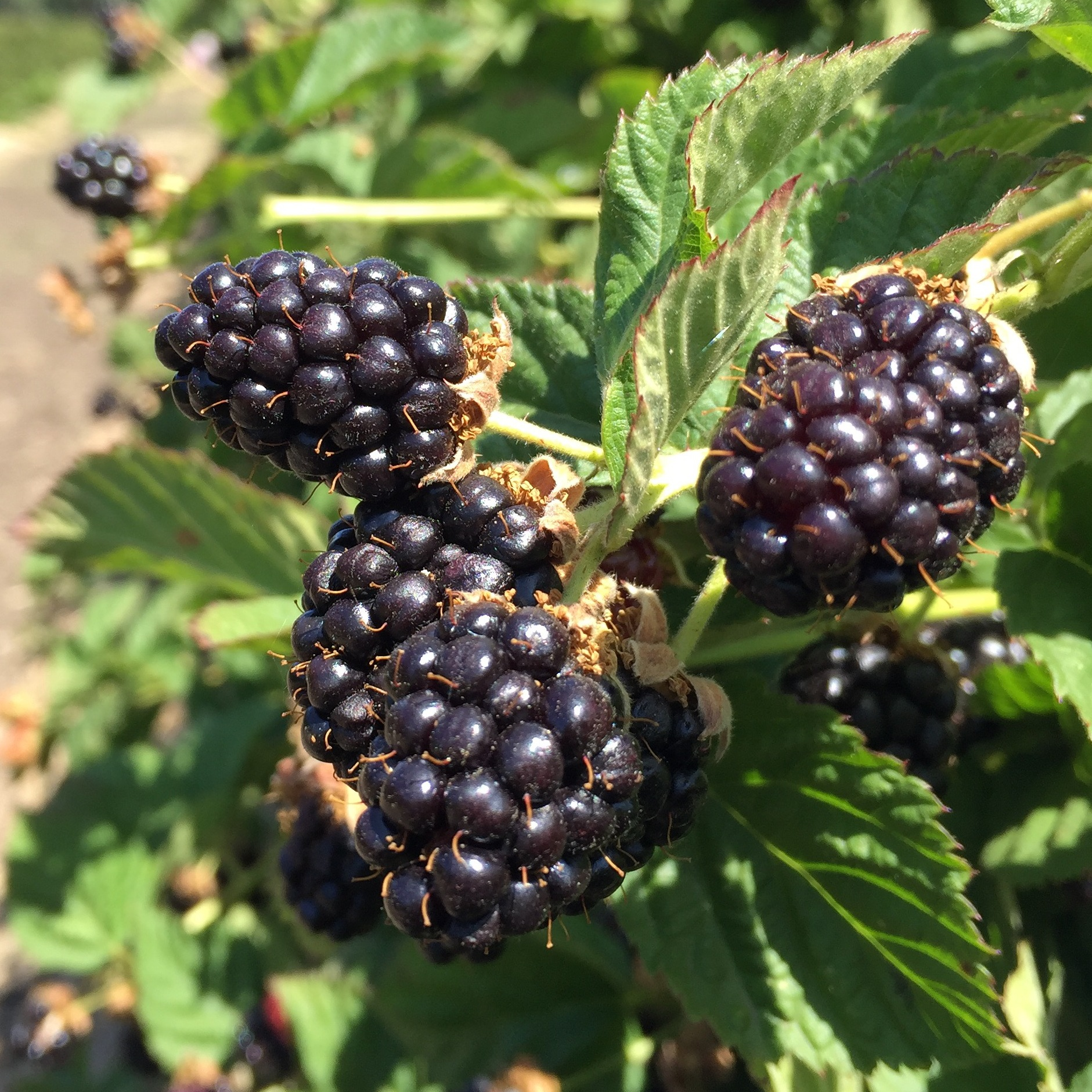
Bayas y hojas de olallieberry.

La olallieberry, oleyliberi, olalia, zarza olalia o zarza de olallie es un cultivar híbrido de las loganberi y las yongberi las cuales son cruces entre las zarzamoras con las duberi y loganberi respectivamente.
El cruce original fue hecho en 1935 por S.J. Harvey como un proyecto de la Universidad Estatal de Oregón y el Departamento de Agricultura de los Estados Unidos.
Fue experimentado en granjas en 1937 en los estados de Oregón, Washington y California. En el año 1950 se comercializó, nunca se produjo en grandes cantidades en Oregón pero sigue siendo sembrado en California donde suele su popularidad.

## Linaje de las olalias
|                                     |                                     |                                     |                                     |                                     |                                     |                                |                                | Frambuesa     | Frambuesa     | Frambuesa    | Frambuesa    | Frambuesa       | Frambuesa    |                |                |                |                |                |                | Zarzamora        | Zarzamora        | Zarzamora        | Zarzamora        | Zarzamora        | Zarzamora        |                |                |                |                |                |                | Duberi | Duberi | Duberi | Duberi | Duberi | Duberi |  |  |  |  |  |  |
|                                     |                                     |                                     |                                     |                                     |                                     |                                |                                | Frambuesa     | Frambuesa     | Frambuesa    | Frambuesa    | Frambuesa       | Frambuesa    |                |                |                |                |                |                | Zarzamora        | Zarzamora        | Zarzamora        | Zarzamora        | Zarzamora        | Zarzamora        |                |                |                |                |                |                | Duberi | Duberi | Duberi | Duberi | Duberi | Duberi |  |  |  |  |  |  |
|                                     |                                     |                                     |                                     |                                     |                                     |                                |                                |               |               |              |              |                 |              |                |                |                |                |                |                |                  |                  |                  |                  |                  |                  |                |                |                |                |                |                |        |        |        |        |        |        |  |  |  |  |  |  |
|                                     |                                     | Zarza Pajarera (Rubus ursinus)      | Zarza Pajarera (Rubus ursinus)      | Zarza Pajarera (Rubus ursinus)      | Zarza Pajarera (Rubus ursinus)      | Zarza Pajarera (Rubus ursinus) | Zarza Pajarera (Rubus ursinus) |               |               |              |              |                 |              | Zarza de Logan | Zarza de Logan | Zarza de Logan | Zarza de Logan | Zarza de Logan | Zarza de Logan |                  |                  |                  |                  |                  |                  | Zarza de Young | Zarza de Young | Zarza de Young | Zarza de Young | Zarza de Young | Zarza de Young |        |        |        |        |        |        |  |  |  |  |  |  |
|                                     |                                     | Zarza Pajarera (Rubus ursinus)      | Zarza Pajarera (Rubus ursinus)      | Zarza Pajarera (Rubus ursinus)      | Zarza Pajarera (Rubus ursinus)      | Zarza Pajarera (Rubus ursinus) | Zarza Pajarera (Rubus ursinus) |               |               |              |              |                 |              | Zarza de Logan | Zarza de Logan | Zarza de Logan | Zarza de Logan | Zarza de Logan | Zarza de Logan |                  |                  |                  |                  |                  |                  | Zarza de Young | Zarza de Young | Zarza de Young | Zarza de Young | Zarza de Young | Zarza de Young |        |        |        |        |        |        |  |  |  |  |  |  |
|                                     |                                     |                                     |                                     |                                     |                                     |                                |                                |               |               |              |              |                 |              |                |                |                |                |                |                |                  |                  |                  |                  |                  |                  |                |                |                |                |                |                |        |        |        |        |        |        |  |  |  |  |  |  |
| Zarza Himalayana (Rubus armeniacus) | Zarza Himalayana (Rubus armeniacus) | Zarza Himalayana (Rubus armeniacus) | Zarza Himalayana (Rubus armeniacus) | Zarza Himalayana (Rubus armeniacus) | Zarza Himalayana (Rubus armeniacus) |                                |                                | Mora santiam  | Mora santiam  | Mora santiam | Mora santiam | Mora santiam    | Mora santiam |                |                |                |                |                |                |                  |                  |                  |                  |                  |                  |                |                |                |                |                |                |        |        |        |        |        |        |  |  |  |  |  |  |
| Zarza Himalayana (Rubus armeniacus) | Zarza Himalayana (Rubus armeniacus) | Zarza Himalayana (Rubus armeniacus) | Zarza Himalayana (Rubus armeniacus) | Zarza Himalayana (Rubus armeniacus) | Zarza Himalayana (Rubus armeniacus) |                                |                                | Mora santiam  | Mora santiam  | Mora santiam | Mora santiam | Mora santiam    | Mora santiam |                |                |                |                |                |                |                  |                  |                  |                  |                  |                  |                |                |                |                |                |                |        |        |        |        |        |        |  |  |  |  |  |  |
|                                     |                                     |                                     |                                     |                                     |                                     |                                |                                |               |               |              |              |                 |              |                |                |                |                |                |                |                  |                  |                  |                  |                  |                  |                |                |                |                |                |                |        |        |        |        |        |        |  |  |  |  |  |  |
|                                     |                                     |                                     |                                     | Mora chehalem                       | Mora chehalem                       | Mora chehalem                  | Mora chehalem                  | Mora chehalem | Mora chehalem |              |              |                 |              |                |                |                |                |                |                | Zarza de Olallie | Zarza de Olallie | Zarza de Olallie | Zarza de Olallie | Zarza de Olallie | Zarza de Olallie |                |                |                |                |                |                |        |        |        |        |        |        |  |  |  |  |  |  |
|                                     |                                     |                                     |                                     | Mora chehalem                       | Mora chehalem                       | Mora chehalem                  | Mora chehalem                  | Mora chehalem | Mora chehalem |              |              |                 |              |                |                |                |                |                |                | Zarza de Olallie | Zarza de Olallie | Zarza de Olallie | Zarza de Olallie | Zarza de Olallie | Zarza de Olallie |                |                |                |                |                |                |        |        |        |        |        |        |  |  |  |  |  |  |
|                                     |                                     |                                     |                                     |                                     |                                     |                                |                                |               |               |              |              |                 |              |                |                |                |                |                |                |                  |                  |                  |                  |                  |                  |                |                |                |                |                |                |        |        |        |        |        |        |  |  |  |  |  |  |
|                                     |                                     |                                     |                                     |                                     |                                     |                                |                                |               |               |              |              | Zarza de Marion |              |                |                |                |                |                |                |                  |                  |                  |                  |                  |                  |                |                |                |                |                |                |        |        |        |        |        |        |  |  |  |  |  |  |